# Vilamar
Vilamar é uma povoação portuguesa do Município de Cantanhede que foi sede da extinta Freguesia de Vilamar, freguesia que tinha 5,66 km² de área e 780 habitantes (2011), e, por isso, uma densidade populacional de 137,8 hab/km².
A Freguesia de Vilamar foi extinta em 2013, no âmbito de uma reforma administrativa nacional, tendo sido agregada à Freguesia de Corticeiro de Cima para formar uma nova freguesia denominada União das Freguesias de Vilamar e Corticeiro de Cima da qual é a sede.
Conhecida até à década de 30 do século XX como Escumalha, teve a sua origem na segregação que sofreram os judeus e cristãos novos que por toda aquela zona se fixaram com especial relevância nesta terra de gândaras e pinhal situada entre as encostas pedregosas de Cantanhede e a costa.[carece de fontes?]
Dista da capital do município, a cidade de Cantanhede, cerca de 11Km e de Mira (na costa atlântica) cerca de 7Km e sensívelmente 35Km de Aveiro, a norte, e da Figueira da Foz, a sul.
Um dos esteios económicos de Vilamar é a manufactura de objectos de ouro e relojoaria, que proporcionam um comércio importantíssimo para a região. Uma das terras mais conhecidas no mundo da ourivesaria portuguesa desde meados do século XIX, tem na sua população um enorme reservatório de artífices que trabalham os metais preciosos. A agricultura é também uma das ocupações principais das suas gentes. A terra, úbere, permite o cultivo abundante de cereais, legumes, hortaliças e vinho.

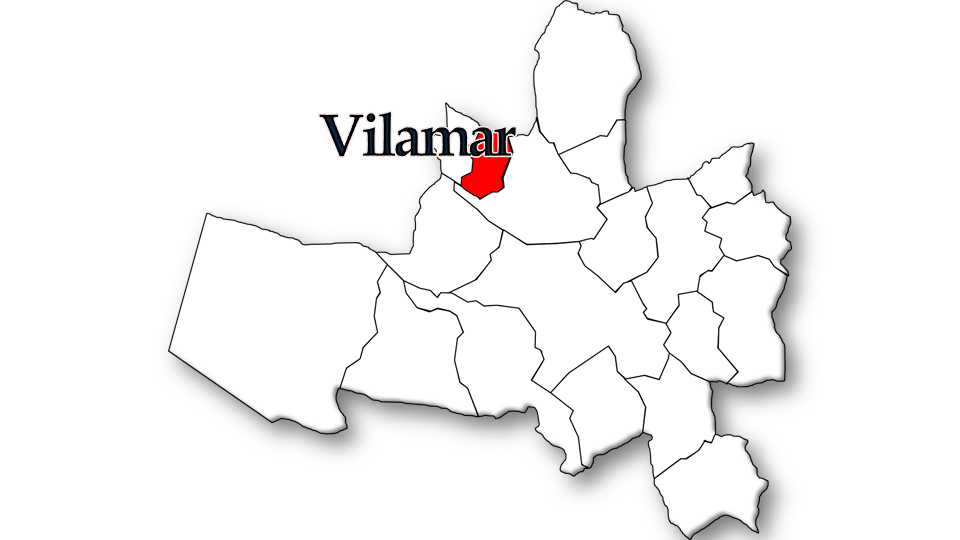
Localização no Município de Cantanhede

## População
| População da freguesia de Vilamar | População da freguesia de Vilamar | População da freguesia de Vilamar | População da freguesia de Vilamar | População da freguesia de Vilamar | População da freguesia de Vilamar | População da freguesia de Vilamar | População da freguesia de Vilamar | População da freguesia de Vilamar | População da freguesia de Vilamar | População da freguesia de Vilamar | População da freguesia de Vilamar | População da freguesia de Vilamar | População da freguesia de Vilamar | População da freguesia de Vilamar |
| --------------------------------- | --------------------------------- | --------------------------------- | --------------------------------- | --------------------------------- | --------------------------------- | --------------------------------- | --------------------------------- | --------------------------------- | --------------------------------- | --------------------------------- | --------------------------------- | --------------------------------- | --------------------------------- | --------------------------------- |
| 1864                              | 1878                              | 1890                              | 1900                              | 1911                              | 1920                              | 1930                              | 1940                              | 1950                              | 1960                              | 1970                              | 1981                              | 1991                              | 2001                              | 2011                              |
|                                   |                                   |                                   |                                   |                                   |                                   |                                   |                                   |                                   |                                   |                                   |                                   | 732                               | 770                               | 780                               |

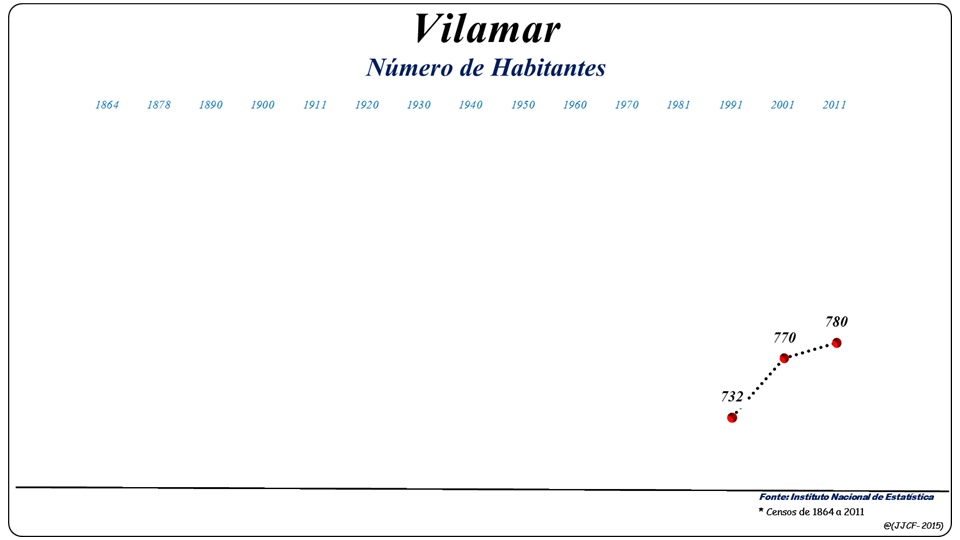
Evolução da População (1864 / 2011)

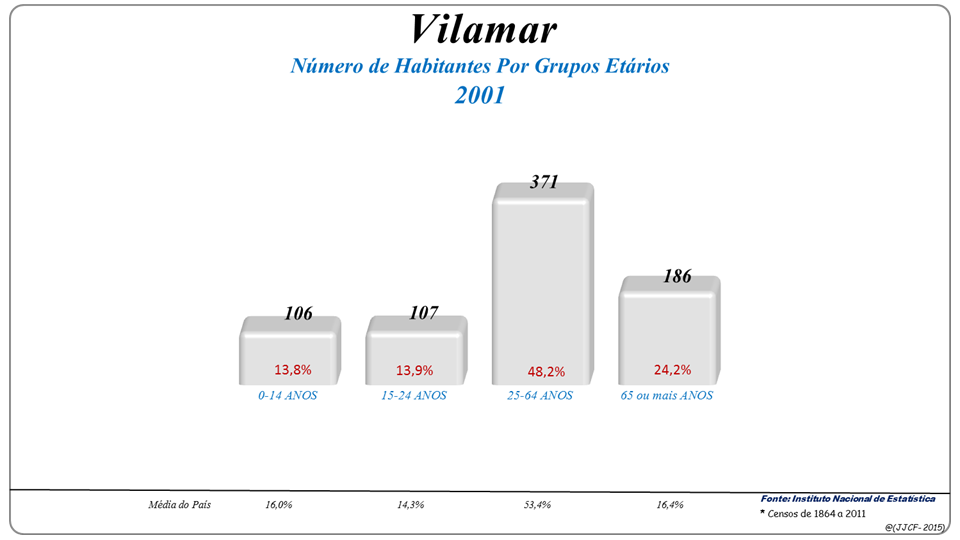
Grupos Etários (2001 e 2011)

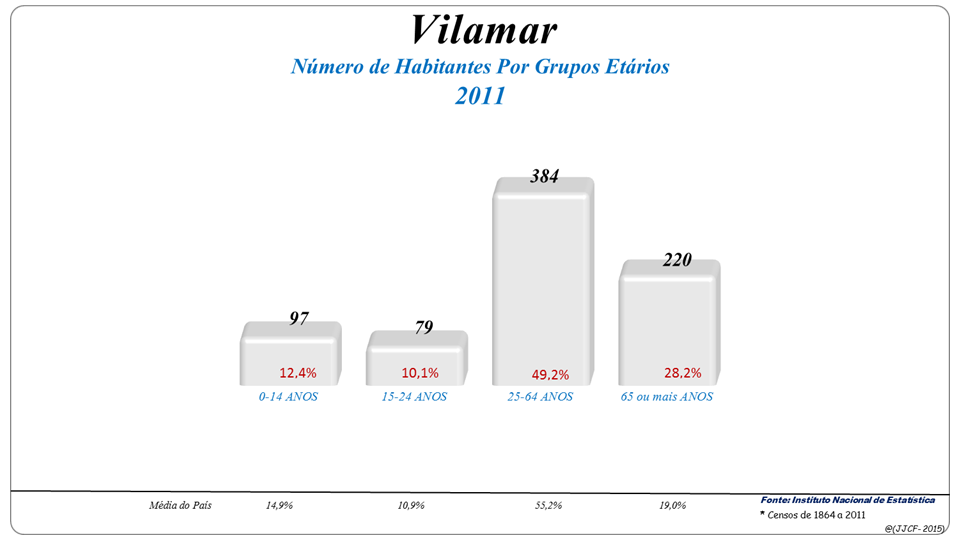
Grupos Etários (2001 e 2011)

Criada pela Lei nº 115/85, de 04 de Outubro, com lugares desanexados da freguesia de Febres (Fonte: INE)

## História
A sede da freguesia era parte integrante duma "vigararia da apresentação da mitra de Coimbra." A setença eclesiástica de 1791 referenciava esta aldeia gandarêsa como fazendo parte da freguesia de Febres, nesse mesmo ano constitutida e desanexada da de Covões.
Depois da instituição da freguesia religiosa, seguiu-se a freguesia civil, por despacho de 12 de julho de 1986, emanado da Assembleia da República.

## Actividade Económica
Um dos esteios económicos de Vilamar é a manufactura de objectos de ouro e relojoaria, que proporcionam um comércio importantíssimo para a região. A terra, úbere, permite o cultivo abundante de cereais, legumes, hortaliças e vinho.
Vilamar conta com um património de pessoas com a excelente arte de trabalhar com as hábeis mãos, sendo que de grande relevância temos por exemplo Libris uma ourivesaria da região. Ourivesaria (comércio,fabrico,concertos), agricultura, relojoaria, comércio a retalho (móveis, supermercado, florista, pastelaria, cafés, etc) e Serviços (CTT, Banco, Agência Seguros, Farmácia, Extensão de Saúde.) Não menos importantes são a arte de trabalhar as rendas, os bordados e a cestaria em vime.

## Património Cultural
- Gastronomia: Cozido à portuguesa, frango de churrasco e leitão à Vilamar.
- Artesanato: Mantas de retalhos, Rendas, bordados e cestaria em vime.
- Património cultural e edificado: Igreja Paroquial, Escola de Ensino Básico 1, Lagoa da Torre (espaço de lazer), Fontanário Largo da Igreja, Fontanário Rua Manuel Cruz Junior, Edíficio Sede da Junta de Freguesia.
- Festas e romarias: MOGAV (mostra de Ourivesaria, Gastronomia e Artesanato de Vilamar) Bienal, Aromas D'Ouro - em Junho (Gastronomia, Animação e Feira de Antiguidades, Velharias e Colecionismo) Bienal em tempos opostos à MOGAV, Festa de São Pedro - 26 de Junho, Festa de São Tomé - 3 e 4 de Julho (Missa Solene e procissão), Festa das Vindimas - Último fim-de-semana de Agosto
- Padroeiro: São Tomé

## LIgações externas
- «Link do sítio de Vilamar». www.vilamar.freguesias.pt